# Ольшина (Великопольське воєводство)
Ольшина (пол. Olszyna, нім. Silgendorf) — село в Польщі, у гміні Остшешув Остшешовського повіту Великопольського воєводства.
Населення — 1105 осіб (2011).
У 1975-1998 роках село належало до Каліського воєводства.

## Демографія
Демографічна структура станом на 31 березня 2011 року:
|          | Загалом | Допрацездатний вік | Працездатний вік | Постпрацездатний вік |
| -------- | ------- | ------------------ | ---------------- | -------------------- |
| Чоловіки | 537     | 134                | 369              | 34                   |
| Жінки    | 568     | 136                | 359              | 73                   |
| Разом    | 1105    | 270                | 728              | 107                  |